# Rhyacophila pongensis
Rhyacophila pongensis är en nattsländeart som beskrevs av Füsun Sipahiler 2000. Rhyacophila pongensis ingår i släktet Rhyacophila och familjen rovnattsländor. Inga underarter finns listade i Catalogue of Life.